# Риновірусна інфекція
Ринові́русна інфе́кція — гостра вірусна хвороба з групи ГРВІ, яка характеризується гострим ринітом (нежить). Складає велику частку випадків застуди.

## Історія відкриття
Хоча ще в 1914 році німецький дослідник У. Крузе спричинив в експерименті зараження здорового добровольця носовим слизом від зараженої людини, спостерігав у нього виникнення гострого риніту і довів таким чином заразливість гострого нежитю, лише в 1956 р. американський вірусолог У. Прайс та незалежно від нього у 1957 р. його співвітчизники У. Пелон, У. Могабгаб, А. Філліпс та У. Пірс відкрили новий вірус, який згодом було названо риновірусом 1A. У наступні роки виділили 3 види риновірусів, велику кількість різних серотипів, і захворювання, яке вони спричинювали, одержало назву «риновірусна інфекція».

## Актуальність
Встановлено, що риновіруси поширені на всіх континентах. Так, у період епідемічного підйому захворюваності на ГРВІ частка риновірусної інфекції досягає 40 % випадків від усіх ГРВІ. Попри відносну легкість і швидкоплинність, ця недуга зумовлює значні економічні втрати через свою масовість.

## Етіологія
Риновіруси належать до роду Enterovirus, родини Picornaviridae. Вони є одними з найменших за розміром вірусів у природі. Це РНК-вмістні віруси, що мають нуклеокапсид, який складається з 4 структурних білків. Саме до них в організмі людини утворюються антитіла. На сьогодні відомо 3 види риновірусів (А, В, С), близько 130 серотипів риновірусів. Така велика кількість серотипів риновірусів призводить до того, що людина, інфікуючись новим серотипом, може хворіти необмежено часто. Оптимумом розмноження вірусів є температура 33-35°С. Поза організмом нестійкі.

## Епідеміологічні особливості
Джерелом інфекції є хвора людина протягом наявності нежитю. Передавання вірусу ефективно відбувається повітряно-крапельним механізмом переважно через чхання, коли вірус може поширюватися від джерела інфекції одразу на 4-5 м навкруги. Сприйнятливість вкрай висока. Імунітет серотипоспецифічний, але нетривалий та нестійкий.

## Патогенез
Потрапляючи до верхніх дихальних шляхів (вхідні ворота), риновірус розмножується в клітинах епітелію порожнини носа, спричиняючи місцеву запальну реакцію з різким набряком тканин і рясною секрецією. На відміну від інших ГРВІ, риновірусна інфекція не чинить безпосереднього пошкодження циліндричного миготливого епітелію нижніх дихальних шляхів, а насамперед уражає плоский епітелій, що вкриває носові ходи. На проникнення риновірусів до організму швидко реагують механізми неспецифічного імунітету (мукоциліарний кліренс, нейтрофіли та макрофаги). Макрофаги, що містяться в назальному секреті, виділяють протизапальні цитокіни. Однак головна роль у розвитку місцевого імунітету належить імунним механізмам — Т- і В-лімфоцитам. Т-лімфоцити здійснюють цитотоксичні і хелперні функції, а В-лімфоцити продукують секреторні IgA, які є першою ланкою захисту організму. Зв'язуючись з вірусами, вони блокують можливість їх адгезії до клітин епітелію, тим самим запобігаючи подальшому поширенню інфекційного процесу. При розвитку інфекційного процесу неспецифічний місцевий захист знижується, порушуються мукорегуляція і склад слизу, що призводить до застою, зниження його виділення і, як наслідок, до скупчення в порожнинах навколоносових пазух. Клінічно це проявляється ринореєю (виділенням слизу з носових ходів), спочатку серозного, а потім серозно-слизового характеру. Гнійні виділення свідчать про приєднання бактерійної вторинної інфекції. Генералізації риновірусної інфекції не спостерігають, оскільки температура тіла людини більша від 37°С згубно діє на риновіруси.

## Клінічні прояви
Згідно МКХ-10 у блоці «Хвороби респіраторної системи» у підблоці "Гострі респіраторні інфекції верхніх дихальних шляхів риновірусну інфекцію включають до «Гострий ринофарингіт (нежить)» (J00). Зрідка використовують «Гострий бронхіт, зумовлений риновірусом» (J20.6).
Інкубаційний період складає 1-6 діб. Риновірусна інфекція розпочинається із закладення носа, чхання, слизових та водянистих виділень (ринорея), кількість яких невпинно збільшується. У багатьох хворих дере в горлі, деякі пацієнти відзначають підкашлювання, кон'юнктивіт із сльозотечею, у них притуплюються нюх і смак. Проте загальна інтоксикація виражена слабо або взагалі відсутня, температура тіла нормальна або субфебрильна. Обличчя бліде. Ніс дещо розпухає, рот напіввідкритий. На губах нерідко висипає герпес, що є фоновою хворобою. Слизова оболонка носа гіперемована, набрякла. Іноді дещо збільшені підщелепні та верхні шийні лімфатичні вузли. Хвороба триває не довше ніж 2 тижні.

## Ускладнення
Виникають рідко, можливі як вторинна інфекція, пневмонія, отит, синусит тощо.

## Діагностика
Зазвичай специфічна діагностика непотрібна, діагноз встановлюють клініко-епідеміологічно. При необхідності застосовують реакцію імунофлюоресценції (РІФ).

## Лікування
При риновірусній інфекції певний позитивний результат спостерігають від 0,25-0,5 % оксолінової мазі, лейкоцитарного інтерферону по 3-5 крапель кожні 2-3 години в носові ходи. Показані гарячі ванни ніг (40-45°С), гірчичники, лужні інгаляції. Жарознижувальні, анальгетики не доцільні. Антибіотики призначають лише при приєднанні бактерійної флори і розвитку ускладнень. З метою усунення назальної блокади та ринореї застосовують судинозвужувальні засоби — деконгестанти (нафазолін, ксилометазолін, оксиметазолін, тетризолін) у вигляді носових крапель або спрею. Специфічної противірусної терапії не існує.

## Профілактика
Неспецифічна, її здійснюють такими самими загальними заходами, як й при інших ГРВІ.